# Lamothe-Landerron
Lamothe-Landerron is een gemeente in het Franse departement Gironde (regio Nouvelle-Aquitaine). De plaats maakt deel uit van het arrondissement Langon. Lamothe-Landerron telde op 1 januari 2022 1.119 inwoners.

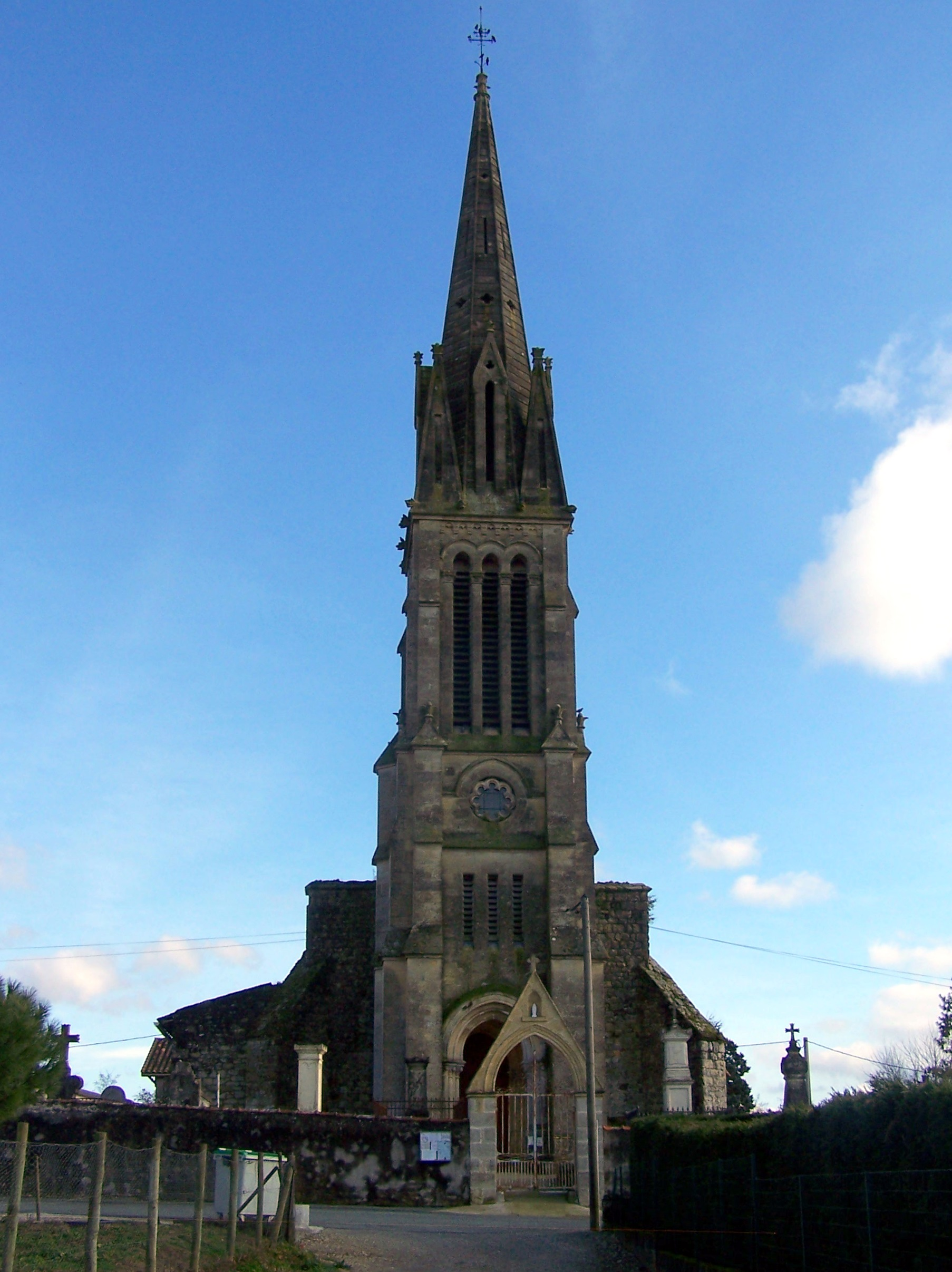
Kerk van St. Albert
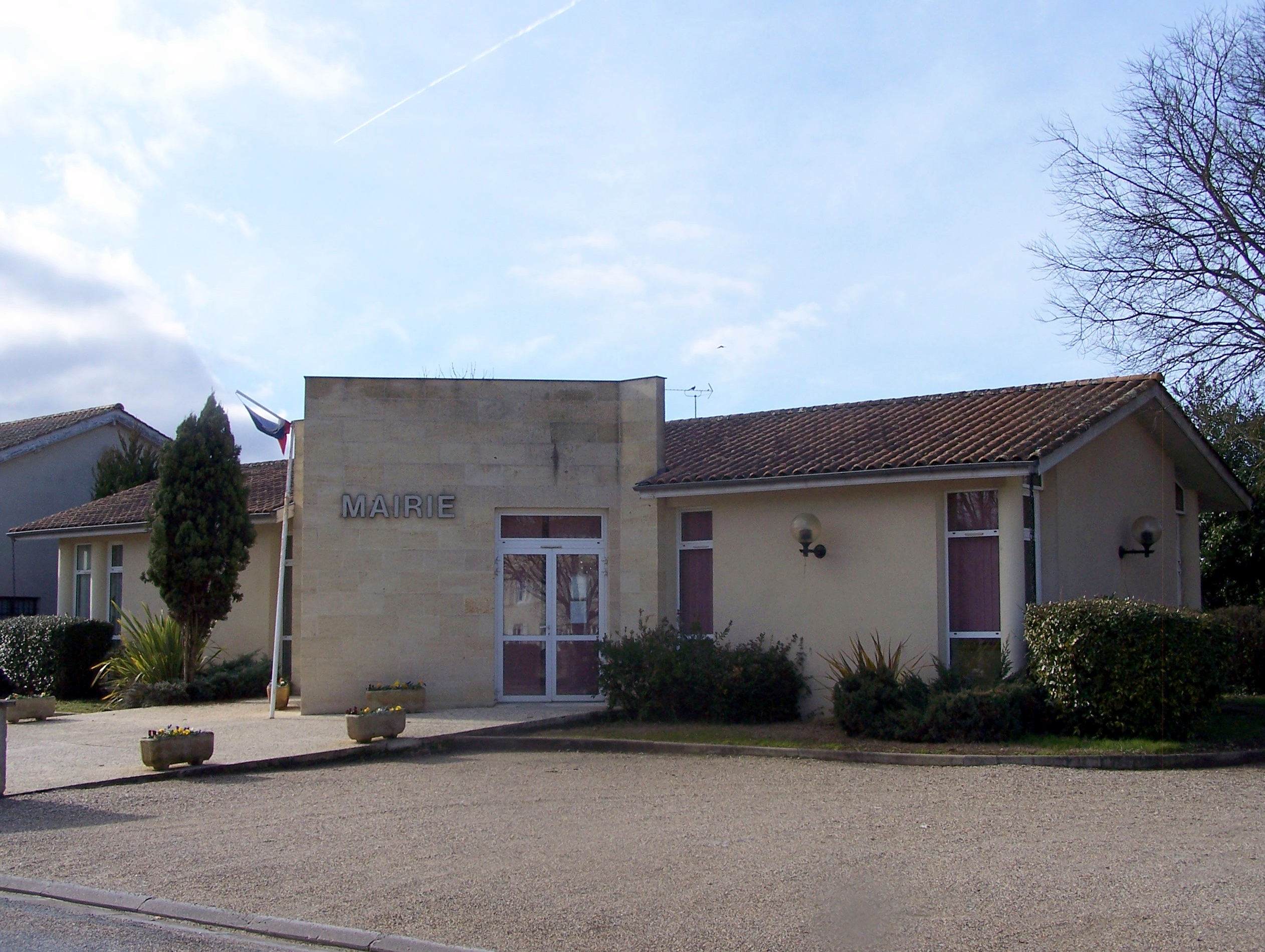
Gemeentehuis

## Geografie
De oppervlakte van Lamothe-Landerron bedroeg op 1 januari 2022 9,18 vierkante kilometer; de bevolkingsdichtheid was toen 121,9 inwoners per km².

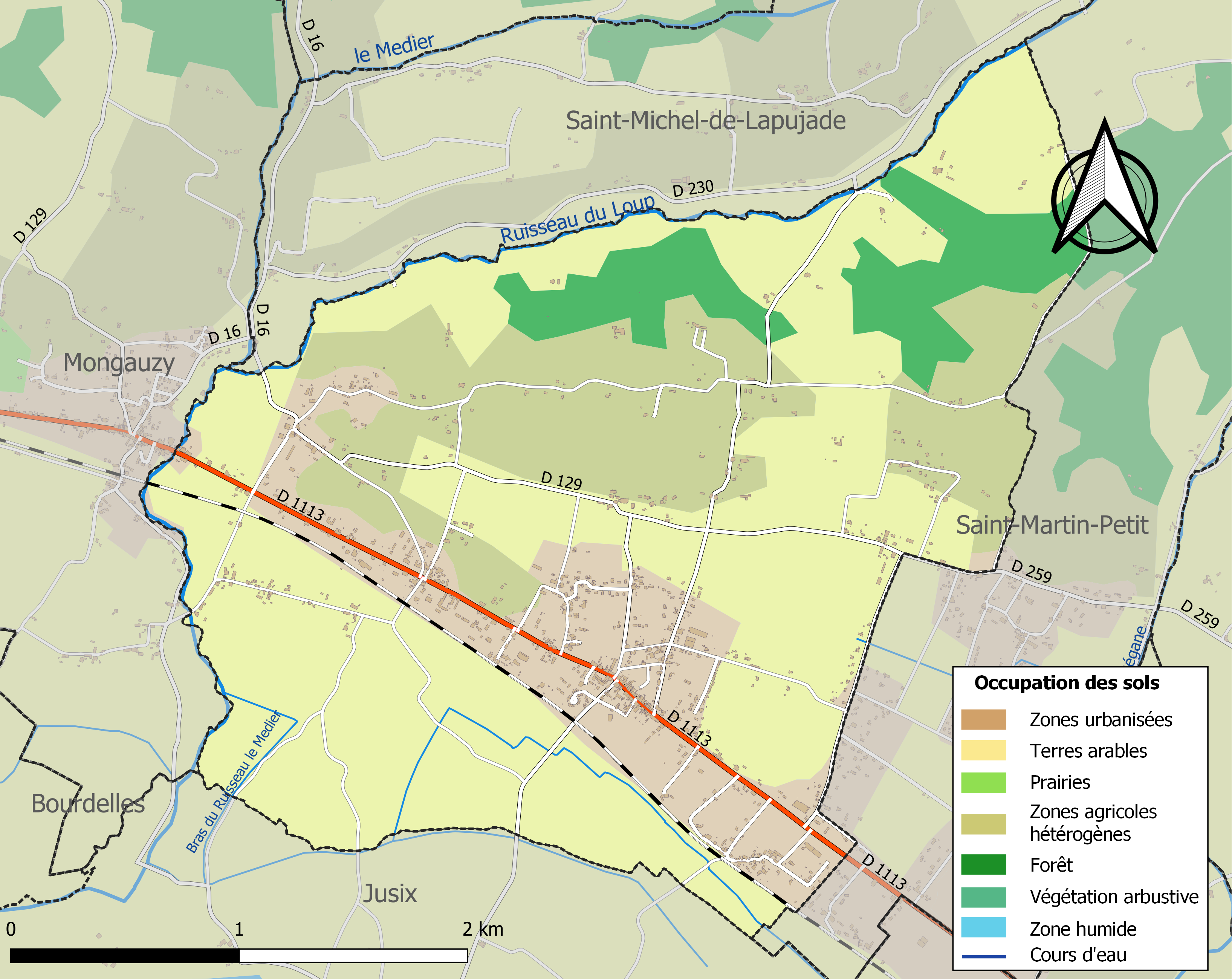
Kaart van de gemeente met belangrijkste infrastructuur, bodemgebruik en omliggende gemeenten

## Verkeer en vervoer
In de gemeente ligt de spoorweghalte  Lamothe-Landerron.

## Demografie
Onderstaande figuur toont het verloop van het inwonertal (bron: INSEE-tellingen).